# Duberto Aráoz
Duberto Aráoz lub Duberty Aráoz (ur. 21 grudnia 1920) – boliwijski piłkarz, reprezentant kraju. Podczas kariery piłkarskiej występował na pozycji pomocnika lub obrońcy.

## Kariera piłkarska
Podczas kariery piłkarskiej Duberto Aráoz występował w klubie Litoral La Paz. Z Litoral, w którym grał w latach 1946–1951 trzykrotnie zdobył mistrzostwo Boliwii w 1947, 1948 i 1949 roku. 

## Kariera reprezentacyjna
Duberto Aráoz występował w reprezentacji Boliwii w latach czterdziestych i pięćdziesiątych. W 1947 roku wziął udział w Copa América na której Boliwia zajęła siódme, przedostatnie miejsce a Aráoz wystąpił w sześciu z siedmiu meczach turnieju. W meczach z Argentyną, Urugwajem, Kolumbią i Paragwajem wchodził na boisko za Alberto Achę a w meczach z Peru i Chile wystąpił w podstawowym składzie. W tym ostatnim meczu w 30 min. strzelił samobójczą bramkę. W 1950 wziął udział w mistrzostwach świata, gdzie był rezerwowym i nie wystąpił w jedynym meczu Boliwii z Urugwajem.